# Maisy Hausemer
Maisy Hausemer (Ciutat de Luxemburg, 15 de juliol de 1946) és una guionista i directora de cinema luxemburguesa. El 2010 va rebre l'honor d'oficial de l'Orde del Mèrit del Gran Ducat de Luxemburg.

## Filmografia

### Com a directora
- Congé fir e Mord, 1983
- Schwaarze Schnéi, 1985
- D'Symmetrie vum Päiperlek, 2012

### Com a guionista
- Wat huet e gesot?, 1981
- KlibberKleeschenSchueberMaischenAllerHerrgottsNationalSprangKirmes, 1986
- Mumm Sweet Mumm, 1989
- Dammentour, 1992
- D'Symmetrie vum Päiperlek, 2012